# Reitbahn (Altentreptow)

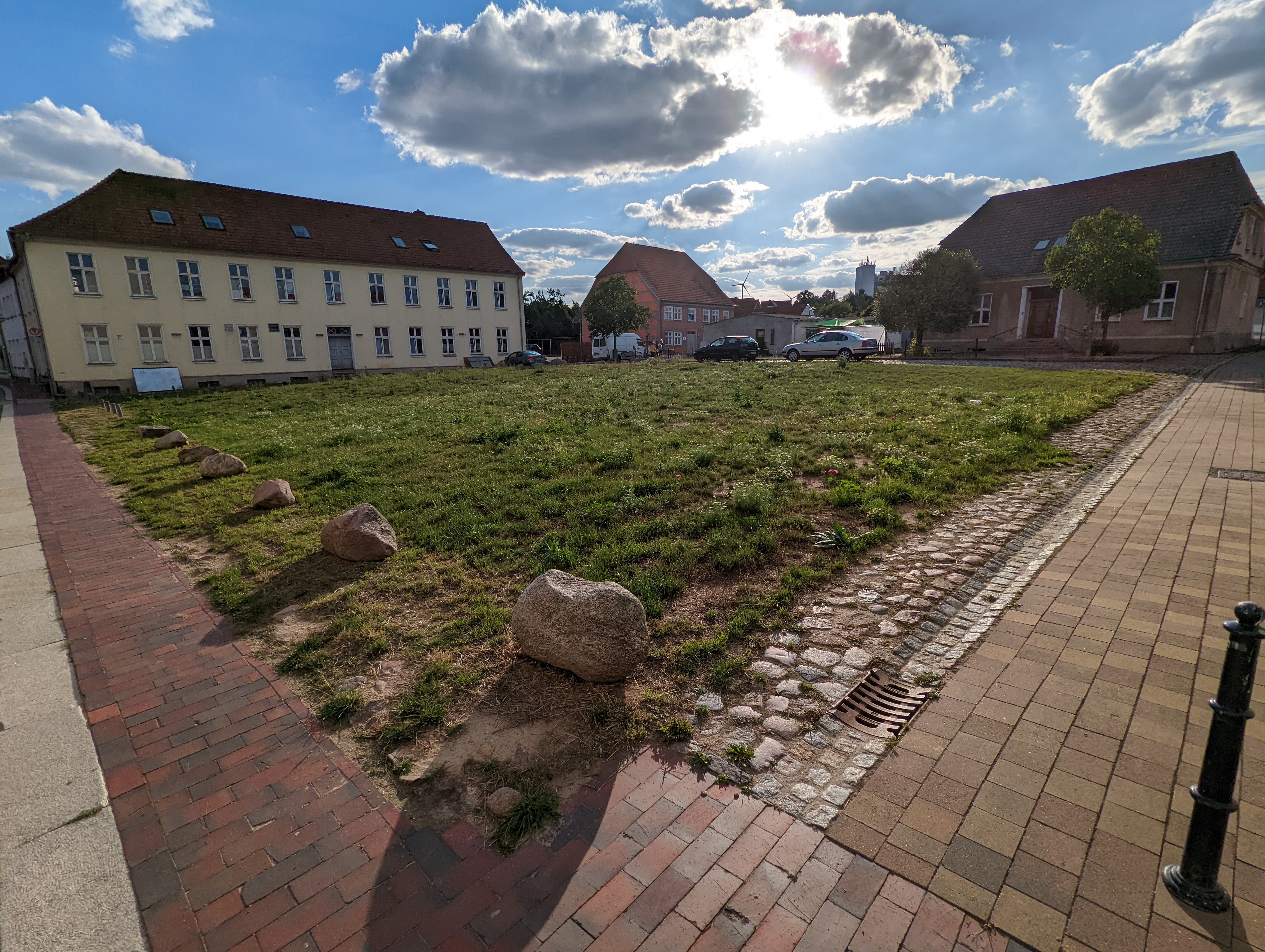
Platz Reitbahn. Aufnahme aus dem Jahr 2022.

In der Innenstadt der Kleinstadt Altentreptow befand sich eine Reitbahn zur Pferdeausbildung und für Exerzierübungen einer Kavallerie. An deren Stelle befindet sich heute ein Platz, der den Namen Reitbahn trägt.

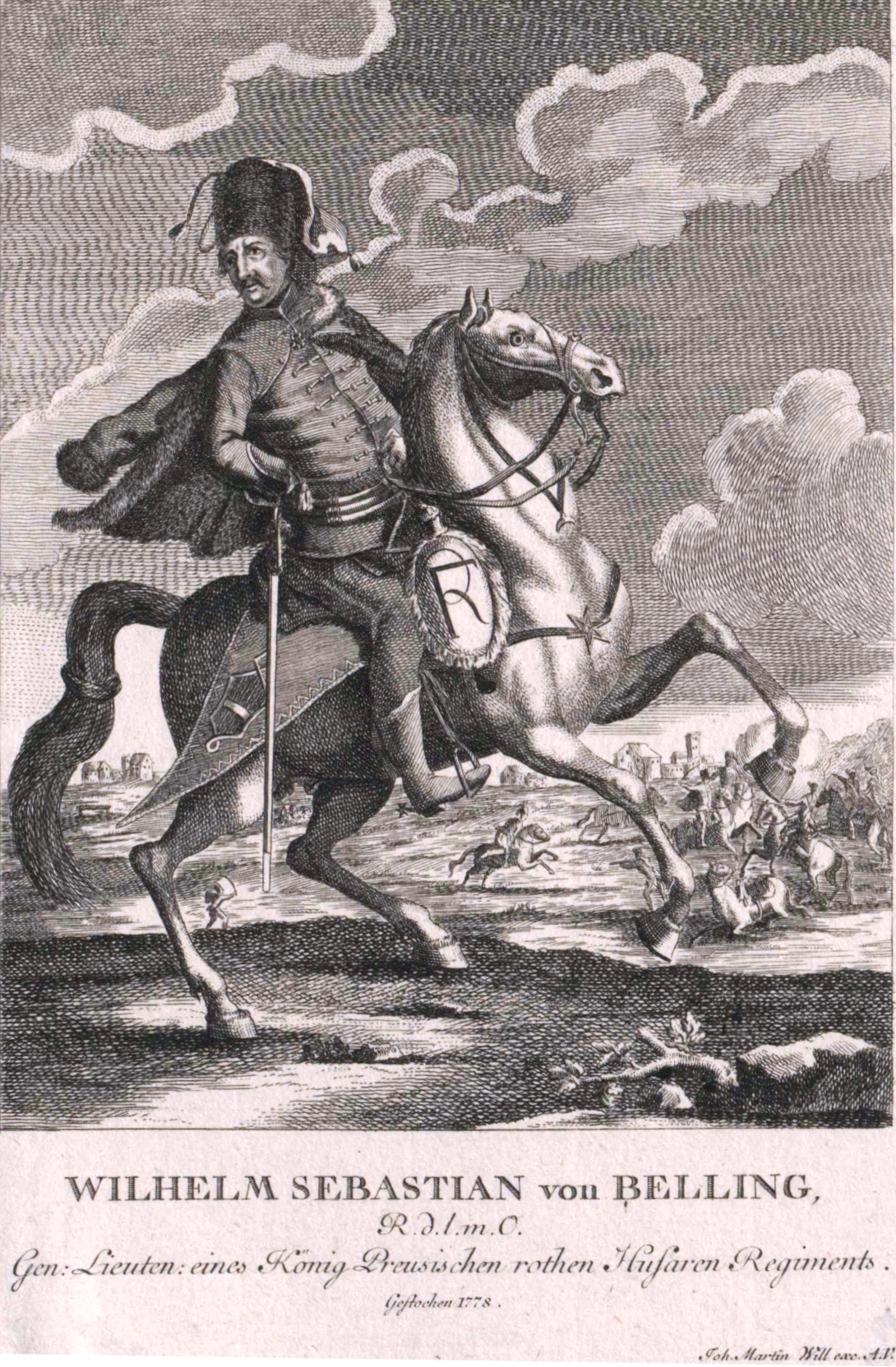
Wilhelm Sebastian von Belling

## Geschichte
Ab dem Jahr 1722 war in der Stadt zunächst eine Eskadron des Dragonerregiments von Schulenburg, später des Dragonerregiments Ansbach-Bayreuth stationiert, welche dem preußischen Husarengeneral Wilhelm Sebastian von Belling unterstand. Neben der Reitbahn befanden sich am Ort für das Regiment mehrere Gebäude, darunter das Kommandantenhaus, Magazine, Scheunen, ein Lazarett und eine Schule. Die Dragonergarnision wurde in der Stadt im Jahr 1806 aufgelöst und nach Pasewalk verlegt. Die Gebäude des Regiments wurden verkauft.

## Gebäude

### Kommandantenhaus

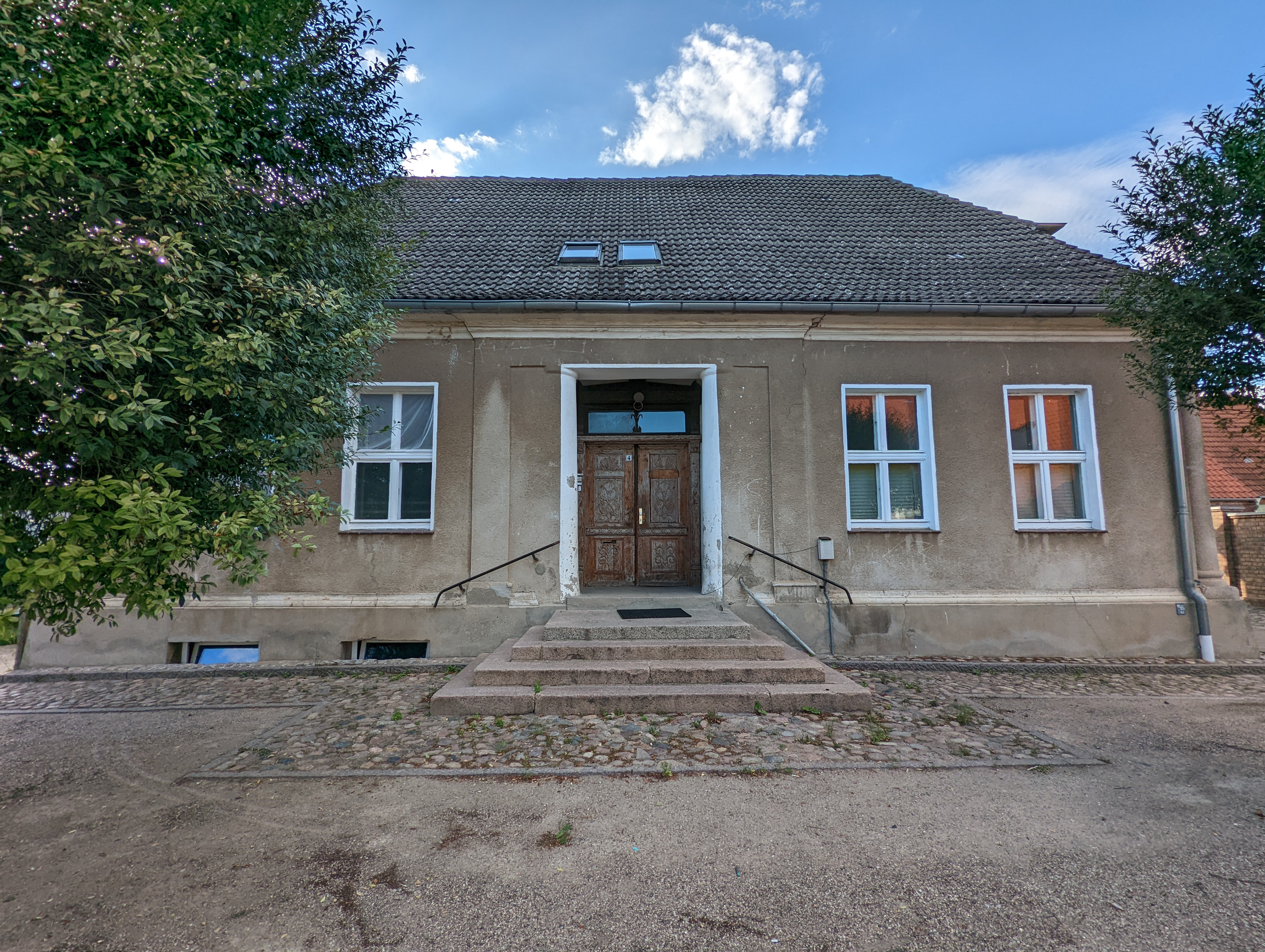
Ehemaliges Kommandantenhaus. Aufnahme aus dem Jahr 2022.

An der Reitbahn befand sich das Quartier des Befehlshabers der Dragonergarnision. Zunächst hatte der Kommandant sein Quartier in einem Wirtshaus in der Oberbaustraße und erhielt später das heute als Kommandantenhaus bezeichnete Haus vom Magistrat der Stadt zur Verfügung gestellt.
Bei dem Gebäude handelt es sich um einen massiven Bau im spätbarocken Stil mit ursprünglich frei stehenden Säulen, einem Krüppelwalmdach und heute nicht mehr vorhandenen Dachgauben. Vor dem ins Haus hineinversetzten Hauseingang befindet sich eine ausladende Steintreppe aus Granitplatten.

### Schule

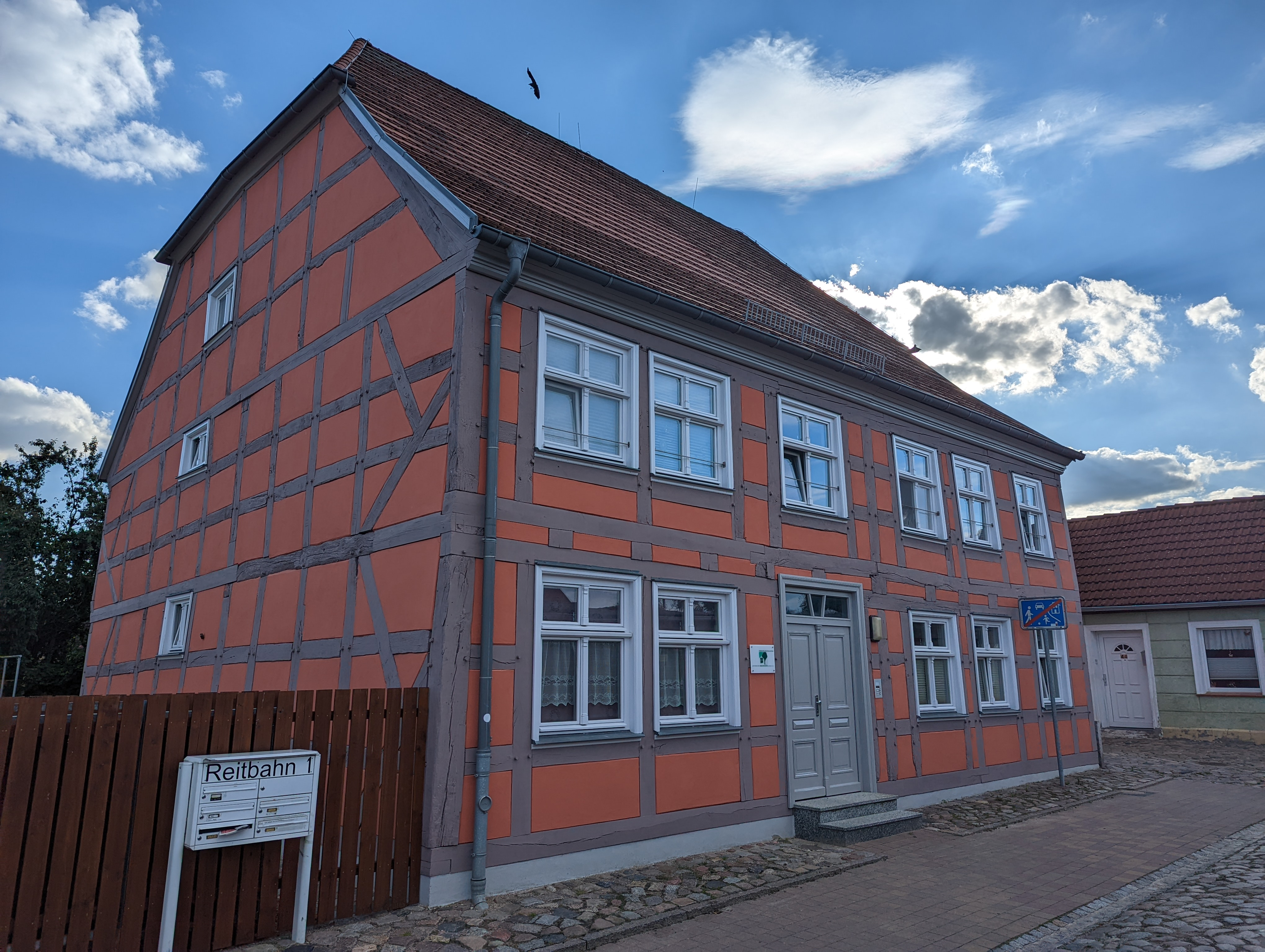
Ehemalige Schule. Aufnahme aus dem Jahr 2022.

Für die Kinder der Soldaten wurde auf dem Gelände an der Reitbahn im Jahr 1804 eine eigene Schule errichtet. Die Soldaten waren oftmals verheiratet und zugleich Handwerker und Hausbesitzer. Das Gebäude wurde als Holzfachwerkhaus ausgeführt. Nach der Auflösung der Dragonergarnision wurde die Schule bis ins Jahr 1890 als Armenschule genutzt. Später wurde das Schulgebäude umfassend saniert und zu einem Wohnhaus umgebaut, in dem sich heute altersgerechte Wohnungen einer Diakonie befinden.

## Trivia
Auf dem Platz befand sich eine Wasserpumpe, die nach Überlieferungen schon im Jahr 1911 das beste Trinkwasser der Stadt lieferte. Die heute auf dem Platz befindliche Wasserpumpe ist ein späterer Nachbau.